# Carl Schirren
Pour les articles homonymes, voir Schirren.
Carl Gerhard Theodor Schirren (né le 24 juin 1922 à Kiel et mort le 25 avril 2017 à Hambourg) est un médecin allemand. Il fonde l'andrologie en tant que science.

## Biographie
Carl Schirren vient d'une famille de dermatologues : son grand-père et son père sont dermatologues. Carl Schirren fréquente l'école académique de Kiel de 1932 à 1940. Il est enrôlé dans l'armée en 1940 à l'âge de 18 ans. Il est blessé à plusieurs reprises.
Pendant la guerre, Carl Schirren étudie la médecine pendant un semestre à l'Université de Kiel. Après la guerre, il reprend ses études à Kiel et soutient sa thèse en 1951. Le sujet de  sa thèse porte sur l'ouverture du col de l'utérus à la fin de la grossesse. Il travaille à la clinique gynécologique de l'hôpital St. Franziskus de Flensburg avec Felix von Mikulicz-Radecki. En raison de sa blessure de guerre à la main gauche, Carl Schirren abandonne la gynécologie pour la dermatologie. Il termine sa formation à la clinique de dermatologie de l'hôpital universitaire d'Eppendorf. En 1957, il complète sa formation à Hambourg et devient spécialiste des maladies de la peau et des maladies vénériennes. Au printemps 1958, Carl Schirren passe plusieurs semaines à étudier en Grande-Bretagne. Il apprend les méthodes d'examen et les procédures chirurgicales concernant l'infertilité chez les hommes.
De 1960 à 1971, il est médecin principal à la clinique universitaire de dermatologie de Hambourg. Le 12 septembre 1966, il est nommé professeur adjoint à l'Université de Hambourg. Le 21 janvier 1971, il est nommé chef de département et professeur à l'Université de Hambourg. Au cours de sa carrière, Carl Schirren se consacre de plus en plus à l'andrologie. En 1975, il fonde la Société allemande d'andrologie (de). Il en est le premier président.  
Ses activités de médecin, professeur et chercheur font de Carl Schirren le pionnier de l'andrologie. Le 1er mars 1983, Carl Schirren crée le Centre de médecine de la reproduction à l'hôpital universitaire de Hambourg. 
En 1969, il fonde le magazine andrologia, dont il est le seul rédacteur jusqu'en 1973. En 1974, la revue devient l'organe du Comité international d'andrologie, qu'il supervise jusqu'en 1990 à la tête du comité de rédaction. 

## Engagement
- 1972-1978 : Membre titulaire de la Commission des médicaments de l'Association médicale allemande
- 1970-1975 : Président de la Société allemande pour l'étude de la fertilité et de la stérilité
- 1975-2017 : Président d'honneur de la Société allemande d'andrologie

## Distinctions
- 1961 : Dr. Prix Martini du Dr. Fondation Martini
- 1973 : Ordre du Mérite de la République fédérale d'Allemagne
- 1997 : Médaille Friedrich von Schiller de l'Université d'Iéna[3]
- 2006 : Médaille Paracelse de l'Association médicale allemande[1]

## Publications
- (de) Praktische Andrologie: Diagnostik, klinische Untersuchung, Morphologie der Spermatozoen, Biochemie des Spermaplasmas, Hodenhistologie, Therapie., Berlin, Diesbach Verlag, 1995 (ISBN 3-89303-033-6)
- (de) 100 Jahre Dermatologie in einer Familie vier Generationen Schirren, Kiel, Schmidt et Klaunig, 1996 (ISBN 978-3-88312-144-4)
- (de) Reiner Anselm, Unerfüllter Kinderwunsch Leitfaden Reproduktionsmedizin für die Praxis, Cologne, Deutscher Ärzte-Verlag, 2003 (ISBN 3-7691-0410-2)